# Eva Dedova
Eva Dedova (Almaty, 22 febbraio 1992) è un'attrice kazaka naturalizzata turca.

## Biografia
Nata nel 1992 ad Almaty (Kazakistan) da genitori di origini russe e tedesche, Eva Dedova, dopo l'infanzia trascorsa in Kazakistan, si è trasferita in Turchia con la sua famiglia e allo stesso tempo parla fluentemente il kazako, il russo, il turco, e l'inglese. Dopo aver completato l'istruzione primaria e secondaria, ha deciso di iscriversi presso il dipartimento teatrale della Kadir Has University di Istanbul, dove al termine degli studi ha conseguito la laurea.
Nel corso della sua carriera ha lavorato per diversi marchi pubblicitari come DeFacto, Anadolu Hayat Sigorta, Kent e Arabam.com. Nel 2008 ha iniziato la sua carriera di recitazione nel film Çok Güzel Hareketler Bunlar diretto da Hakan Algül. Nel 2011 ha ottenuto il ruolo di Öykü Akyol nella serie Kavak Yelleri, seguita nel 2012 dal ruolo di Merve nella serie Yalan Dünya. Nel 2013 ha vestito i panni di Meryem nella serie Mahmut ile Meryem e nell'omonimo film diretto da Mehmet Ada Öztekin. L'anno successivo, nel 2014, ha interpretato il ruolo di Tatiana "Tatya" Tchoupilkina nella serie La ragazza e l'ufficiale (Kurt Seyit ve Şura).
Nel 2015 è apparsa nel cortometraggio Derin the Faceless diretto da Ali Ardic e Melodi Deniz Sayip. L'anno successivo, nel 2016, è stata scritturata per interpretare il ruolo di Ece nella serie Babam ve Ailesi, seguita nel 2018 dal ruolo di Victoria nella serie Mehmetçik Kut'ül Amare. Nel 2020 ha fatto parte del cast della serie L'Impero Ottomano (Rise of Empires: Ottoman), nel ruolo di Catherine Brankovic. Nel 2023 ha ottenuto il ruolo di Seyma nella serie If You Love (Ya Çok Seversen). Nello stesso anno ha recitato nel film Mitat diretto da Süleyman Arda Eminçe.

## Filmografia

### Cinema
- Çok Güzel Hareketler Bunlar, regia di Hakan Algül (2008)
- Mahmut ile Meryem, regia di Mehmet Ada Öztekin (2013)
- Mitat, regia di Süleyman Arda Eminçe (2023)

### Televisione
- Kavak Yelleri – serie TV, 6 episodi (Kanal D, 2011)
- Yalan Dünya – serie TV, 1 episodio (Kanal D, 2012)
- Mahmut ile Meryem – serie TV, 4 episodi (Kanal D, 2013)
- La ragazza e l'ufficiale (Kurt Seyit ve Şura) – serie TV, 6 episodi (Star TV, 2014)
- Babam ve Ailesi – serie TV, 13 episodi (Kanal D, 2016)
- Mehmetçik Kut'ül Amare – serie TV, 16 episodi (TRT 1, 2018)
- L'Impero Ottomano (Rise of Empires: Ottoman) – serie TV, 3 episodi (Netflix, 2020)
- If You Love (Ya Çok Seversen) – serie TV, 2 episodi (Kanal D, 2023)

### Cortometraggi
- Derin the Faceless, regia di Ali Ardic e Melodi Deniz Sayip (2015)

## Doppiatrici italiane
Nelle versioni in italiano dei suoi film e delle sue serie TV, Eva Dedova è stata doppiata da:
- Francesca Barnato[19] ne La ragazza e l'ufficiale[20]